# Врата дракона
«Врата дракона», иногда «Летающие мечи врат дракона» (кит. 龍門飛甲, англ. Flying Swords of Dragon Gate, букв. Летающие мечи врат дракона) — китайский фильм в жанре уся режиссёра Цуй Харка с Джетом Ли в главной роли. Фильм получил множество наград, включая Азиатскую кинопремию, Золотая лошадь и Гонконгскую кинопремию. В российский кинопрокат фильм вышел 21 февраля 2013 года от компании «Каскад» в форматах 3D и IMAX 3D.

## Сюжет
Во времена династии Мин, Китаем фактически управляли евнухи. В операции по спасению преследуемых чиновников фехтовальщик Чжао Хуайань убивает главу Восточной Палаты, евнуха Вань Юйлоу, таким образом делая себя главной мишенью главы Западной Палаты, евнуха Юй Хуатяня. Хуайань и его компания бегут в пустыню на границе, в гостиницу Врата Дракона. Там беглецы сталкиваются с множеством загадочных личностей — воительницей Лин Яньцю, придворной девицей Су Хуэйжун, татарской принцессой Булуду, парой бандитов и секретными агентами Западной Палаты. Когда Юй Хуатянь и его подручные выслеживают беглецов, это приводит к решающей схватке, заканчивающейся в Золотом городе, полном сокровищ.

## В ролях
- Джет Ли — Чжао Хуайань
- Чжоу Сюнь — Лин Яньцю
- Чэнь Кунь[кит.] — евнух Юй Хуатянь / Клинок Ветра
- Ли Юйчунь[кит.] — Гу Шаотан
- Гуй Луньмэй[кит.] — Чан Сяовэнь (Булуду)
- Мэвис Фань[кит.] — Су Хуэйжун
- Фань Сиувон[кит.] — Ма Цзиньлян
- Шэн Цзянь[кит.] — Тань Луцзы
- Гордон Лю[кит.] — евнух Вань Юйлоу

## Восприятие
На сайте Rotten Tomatoes фильм имеет средний рейтинг в 68 % на основании 28 рецензий и оценку 6 балла из 10. На портале Metacritic рейтинг фильма на основе 10 обзоров составляет 57 %.

## Награды и номинации

### 6-я церемония награжденияAsian Film Awards[4]
| Год  | Категория                         | Лауреат               | Результат |
| ---- | --------------------------------- | --------------------- | --------- |
| 2012 | Лучший фильм                      | Врата дракона         | Номинация |
| 2012 | Лучший режиссёр                   | Цуй Харк              | Номинация |
| 2012 | Лучший актёр                      | Чэнь Кунь             | Номинация |
| 2012 | Лучшая женская роль второго плана | Гуй Луньмэй           | Номинация |
| 2012 | Лучшая работа художника           | Кеннет И, Лау Маньхун | Номинация |
| 2012 | Лучшие спецэффекты                | Фрэнки Чун            | Победа    |
| 2012 | Лучшие костюмы                    | Кеннет И              | Победа    |

### 31-я церемония награжденияHong Kong Film Awards[5]
| Год  | Категория                         | Лауреат                             | Результат |
| ---- | --------------------------------- | ----------------------------------- | --------- |
| 2012 | Лучший фильм                      | Врата дракона                       | Номинация |
| 2012 | Лучший режиссёр                   | Цуй Харк                            | Номинация |
| 2012 | Лучшая женская роль               | Чжоу Сюнь                           | Номинация |
| 2012 | Лучшая женская роль второго плана | Гуй Луньмэй                         | Номинация |
| 2012 | Лучший актёрский дебют            | Шэн Цзянь                           | Номинация |
| 2012 | Лучшая операторская работа        | Чхой Сунфай                         | Номинация |
| 2012 | Лучшая киномонтажная работа       | Яу Чивай                            | Победа    |
| 2012 | Лучший художник-постановщик       | Кеннет И, Лау Маньхун               | Победа    |
| 2012 | Лучший дизайн костюмов и грима    | Лай Сюаньу                          | Номинация |
| 2012 | Лучшая хореография                | Юнь Пань, Аллен Лань, Сунь Цзянькуй | Победа    |
| 2012 | Лучшая музыка                     | Цзинь Шиюань                        | Победа    |
| 2012 | Лучшие спецэффекты                | Цзинь Сюй, Джош Кол, Фрэнки Чун     | Победа    |
| 2012 | Лучшая музыка к фильму            | Уильям Ву, Ли Ханьцзян, Гу Синь     | Номинация |

### 49-я церемония награжденияGolden Horse[6]
| Год  | Категория                      | Лауреат                             | Результат |
| ---- | ------------------------------ | ----------------------------------- | --------- |
| 2012 | Лучшие визуальные спецэффекты  | Цзинь Сюй, Фрэнки Чун, Джош Кол     | Победа    |
| 2012 | Лучшая арт-режиссура           | Кеннет И, Лау Маньхун               | Номинация |
| 2012 | Лучшая хореография боевых сцен | Юнь Пань, Аллен Лань, Сунь Цзянькуй | Номинация |